# Grabovo (Serbia)
Grabovo (cyr. Грабово) – wieś w Serbii, w Wojwodinie, w okręgu południowobackim, w gminie Beočin. W 2011 roku liczyła 100 mieszkańców.